# Derya Çayırgan
Derya Çayırgan (Istanbul, 9 d'octubre de 1987) és una jugadora de voleibol turca. En la seva carrera professional ha jugat per clubs turcs com a Halkbank SK d'Ankara, Galatasaray, Fenerbahçe i Yeşilyurt d'Istanbul, Karşıyaka d'Esmirna i Çanakkale Belediyespor de Çanakkale.